# 米哈伊尔·巴克莱-德托利

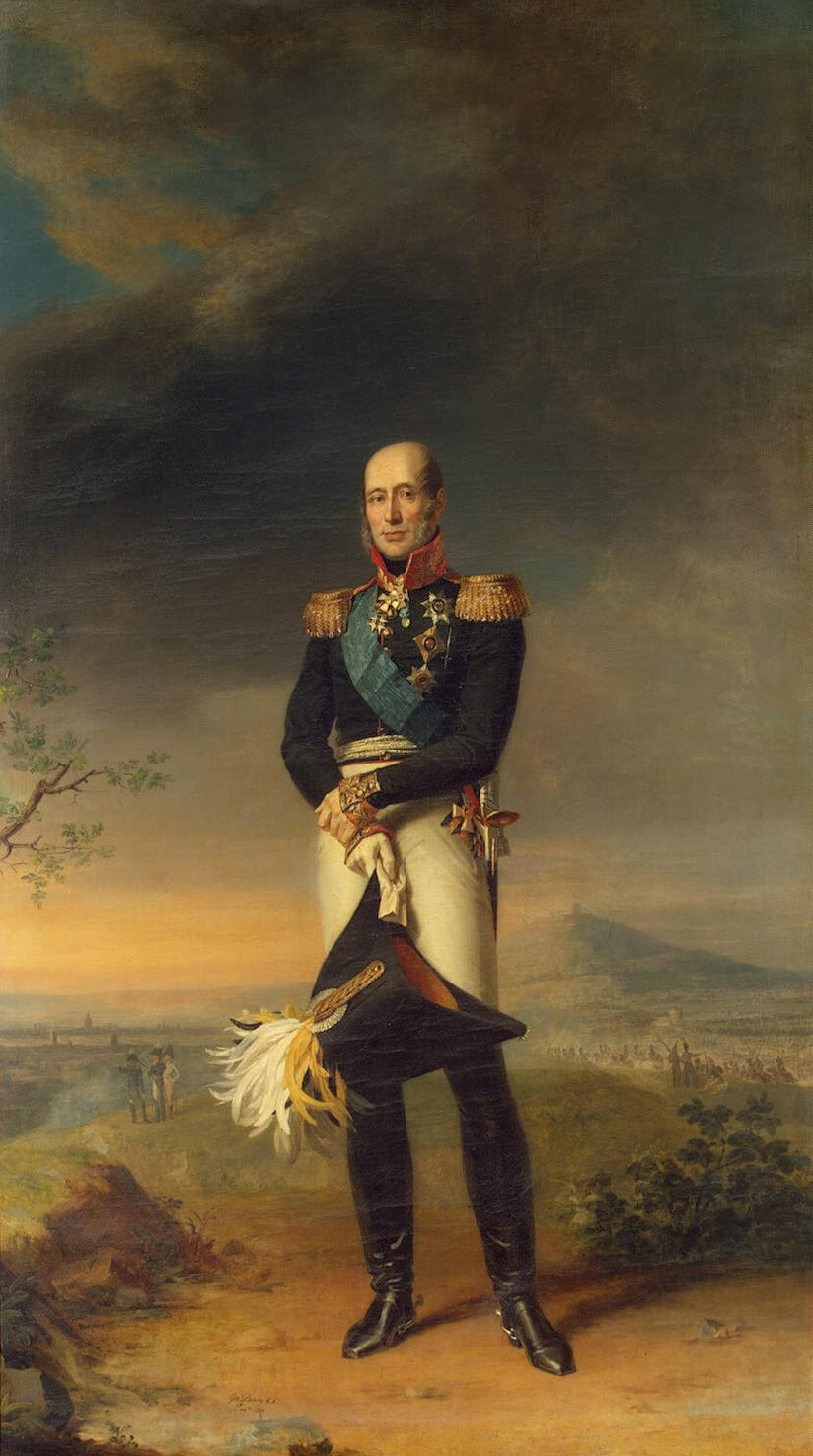
由乔治·道所绘的巴克莱·德托利肖像

米哈伊爾·博格達諾維奇·巴克萊·德托利親王（羅馬化：Mikhail Bogdanovich Barklay-de-Tolli；1761年—1818年），俄羅斯帝國陸軍元帥、親王，芬蘭總督（1809—1810），戰爭大臣（1810–1813），及第六、第七次反法同盟中的帝俄皇家陸軍總司令。

## 早年
巴克萊·德托利1761年11月27日出生於立窝尼亚的帕穆希斯，是在热伊梅利斯（今立陶宛北部）的一家教堂受洗的路德宗教徒，祖先是从17世紀遷來立窩尼亞的說德語的蘇格蘭貴族家庭的後代，他的祖父是里加市長，他的父親博格丹·巴克莱·德托利受承認為俄國貴族。

## 服役歷史
年輕的巴克萊在1767年5月13日加入了普斯科夫卡賓槍騎兵團，1778年5月成為小號手。1788—1789年巴克萊參加了對土耳其的戰爭，並在奧恰科夫和阿卡曼攻城戰中有傑出的表現。1790年參加了俄國與瑞典的戰爭，四年後，巴克萊跟隨蘇沃洛夫元帥前往波蘭鎮壓柯斯丘什科起義。1794年巴克萊作為一名在近來的幾次重大戰役中擔任多位高級軍官的傑出副官，被晋升為中校。同年，他被任命為艾斯特蘭獵兵軍指揮官，三年後改任第四獵兵團指揮官直到1799年，隨後出於對他在1794年波蘭戰役中的優秀表現，巴克萊獲晋升陸軍少將。
在1806年與拿破崙的戰爭中，巴克萊在東普魯士的普烏圖斯克會戰（1806年11月）中表現傑出，并在之後的艾勞會戰（1807年2月7日）中負傷，兩次會戰中巴克萊的表現使他升爲中將。
傷癒后，巴克萊于1808年回到軍隊指揮了對瑞屬芬蘭的軍事行動。1809年巴克萊迅速而勇猛的穿越冰封的波的尼亞灣克瓦爾肯的行動使他的名聲哄傳歐洲，此舉使得俄軍出敵不意的佔領了瑞典的于默奧。對於這一戰術的運用，巴克萊的事蹟被俄國著名詩人叶夫根尼·巴拉廷斯基寫入其不朽的詩篇中。巴克萊在此戰後晋升陸軍上將，并被任命為芬蘭總督。一年後，巴克萊回到京師擔任戰爭大臣直到1813年。

## 拿破崙入侵俄國
在整個1812年拿破崙征俄戰爭中，巴克萊一直擔任西部第一軍團的最高指揮官，該軍團是當時俄軍用以抗擊拿破崙的最大軍隊。他提出了如今相當有名的焦土戰術，將敵軍一步步引入本國的領土，率軍撤退到察廖沃扎伊米谢（在斯摩棱斯克和莫斯科之間，維亞濟馬西面）。在戰局初期，巴克萊率俄國第一軍團從維爾納退往德裡薩，繼而轉向維捷布斯克，再退向斯摩棱斯克，巴克萊和第二軍團的指揮官巴格拉季昂親王一直憑著豐富的作戰經驗與拿破崙周旋，避免正面交鋒，拒不實施普尔將軍制訂的作戰計劃（普尔想讓巴克萊固守德裡薩而巴格拉季昂進到法軍主力背後），最終兩軍在斯摩棱斯克會師。
但無論如何，俄國人相當反對一個外國人被任命為俄軍總司令，巴克萊的競爭對手甚至到處散播巴克萊是拿破崙的代理人的謠言，連隨著俄軍不斷撤退的俄國民眾也指責他的懦夫行為。巴克萊承受著下屬和皇帝的壓力下開始了斯摩棱斯克會戰（1812年8月17—18日）。拿破崙威脅了巴克萊唯一的退路以致巴克萊不得不率軍從斯摩棱斯克撤退。丟失了俄國的聖城斯摩棱斯克，巴克萊遭到了將領和俄國人的強烈抗議，以致亞歷山大一世皇帝也無法再置之不理。其時巴克萊已幾乎無威信可言，如巴格拉季昂親王之類的同僚和康斯坦丁大公等下屬，甚至是士兵、平民，都公開表達對統帥撤退戰略的不滿。出於違背亞歷山大一世本身意願的決定，皇帝任命了曾在奧斯特裡茨敗于拿破崙之手的庫圖佐夫上將為俄軍總司令，儘管皇帝與庫圖佐夫完全無法相處，但庫圖佐夫在朝臣和人民中卻有極高人氣。卸任后的巴克萊繼續擔任了西部第一軍團的指揮官。
在博羅金諾戰役（1812年9月7日）中巴克萊勇猛而冷靜的率領俄軍右翼，出於對巴克萊個人品德的信任，巴格拉季昂在戰況危急時不經過庫圖佐夫直接向巴克萊求援，巴克萊聞訊后立刻派出6個防衛團、8個擲彈兵營、24門12磅炮全速支援。在戰後的菲利軍事會議上，尽管总司令库图佐夫在会前就已经意识到坚守莫斯科只会将军队和古都一并葬送，但却不敢面对放弃莫斯科可能招致的巨大愤怒和谴责，此时巴克莱主动提出放弃莫斯科的建议，并以决定性的劝说分担了责任，展示了慷慨无私的精神。隨後由於巴克萊染病而不得不離開軍隊靜養。
拿破崙在俄國戰敗后，巴克萊的戰術所帶來的最終勝利将他塑造成了一名被同时代的人们误解、遭到宫廷排挤的浪漫主义英雄，他遭到不公正的恶言中伤，人们普遍认为他在战争初期胆怯懦弱、不敢应战，但却忽视了正是他力排众议，坚决反对在战争初期同兵力占据绝对优势的拿破仑展开决战，并通过焦土战术削弱法军脆弱的补给，逐步瓦解法军斗志，为博罗季诺战役打下了基础。尤其是在8月17日成功击退法军的进攻后决定放弃圣城斯摩棱斯克这一点上，他需要极大的决心、无私和道德上的勇气来对抗全军将领的施压以及未来可能来自沙皇本人的恼怒，事实证明当时对他的撤退决策提出的任何反对意见和嘲笑都是愚蠢至极的。在博罗季诺战役后养病期间他暂时离开军队，但却继续遭受羞辱，他在卡卢加的住所遭人砸坏窗户，此外，由于他非俄国的血统，他亦遭到俄国同僚们的排挤，在冬宫的宴会上更是无人理睬他。但很快，他收到了沙皇的来信，肯定了他在战争初期的正确决断，而库图佐夫也正是继承他的战争策略取得胜利，他的名誉得到恢复，在俄国的声望急速上升。

## 國外戰事
巴克萊重返戰場并參加了在德國的戰役，在随沙皇抵达维尔纳后，他既不像库图佐夫那样保守（出于政治上的考量以及对英国的不信任，这位老帅不愿意将拿破仑彻底击败并拉下皇位，他不愿意看到俄国人流血牺牲最后却由英国独享胜利的果实），也不像叶尔莫洛夫等俄裔将领那样激进地想要立刻展开追击，他建议在德国整顿军队后再同法军开战。
庫圖佐夫死後，继任俄军总司令的是1812年的“圣彼得堡守护者”彼得·维特根施坦，但由于其在吕岑会战（1813年5月2日）、包岑会战（1813年5月19—20日）中接连失利而被撤职（尽管这两次会战中，由于法军新军皆为新兵且缺少骑兵部队，损失比联军多一半），巴克萊再一次被启用担任俄軍總司令，他上任后坚持要求联军在3个月的停战期间后撤并进行修整，之后他參與德累斯頓戰役（1813年8月26—27日），庫爾姆戰役（1813年8月29—30日）和萊比錫戰役（1813年10月16—19日），在第六次反法聯盟後期的戰鬥中，巴克萊有效地指揮了反法盟軍中的主力軍團，因此亞歷山大一世授予巴克萊伯爵頭銜。
巴克萊參加了1814年聯軍入侵法國的行動并指揮了對巴黎的劫掠，這使他得到了陸軍元帥權杖作為獎賞。1815年，巴克萊再次擔任西征俄軍總司令準備入侵法國，未幾拿破崙于滑鐵盧敗績，巴克萊班師回朝。戰爭結束后，巴克萊獲封為親王。單單是劫掠巴黎和未成行的遠征，就能讓巴克萊分別獲封元帥和親王，這也只能說明亞歷山大一世在盡力補償在1812年戰局時無法保護巴克萊的愧疚吧。
戰後不久，巴克萊的健康狀況便開始惡化。他只好離開軍隊回到他在Jõgeveste（在今愛沙尼亞南部）的莊園。1818年5月26日，巴克萊逝世于東普魯士的因斯特堡，此時他正想從他在立窩尼亞的莊園前往德國養病。
他的妻子Helene Auguste Eleonore von Smitten'在對他的屍體做了防腐處理后于1832年放入由Apollon Shchedrin 和 Vasily Demut-Malinovsky 設計的陵墓中。俄羅斯帝國皇帝尼古拉一世即位后，下旨于首都聖彼得堡喀山大教堂前面建立一個壯麗的巴克萊的雕像。在里加也有元帥的雕像，在因斯特堡有Vladimir Surovtsev設計的巴克萊元帥青銅全身塑像，在塔爾圖有個半身像，以及被“巴克萊最愛的屋子”（在其死後由他的遺孀接收）。
巴克萊·德托利親王的兒子Magnus于1871年10月29日去世后，親王的男性後嗣便斷絕了，俄皇亞歷山大二世下詔由元帥的姐姐的外孫Alexander von Weymarn繼承親王的世系，幷於1872年6月12日繼承巴克萊·德托利—魏瑪恩親王的頭銜。

## 荣誉
- 圣安德列勋章（俄罗斯帝国，1813年9月7日，俄国勋章日期为儒略历，下同）；
- 伟大殉教者与所向无敌者圣乔治勋章（俄罗斯帝国，荣获全部四个级别）- 在历史上仅有四人获得全部四个级别的圣乔治勋章，巴克莱·德·托利是第二位，其他三位分别是：俄罗斯帝国陆军元帅，米哈伊尔·伊拉里奥诺维奇·库图佐夫；俄罗斯帝国陆军元帅，伊凡·费奥多洛维奇·帕斯科维奇；俄罗斯帝国陆军元帅，伊凡·伊凡诺维奇·迪比奇-泽别尔孔斯基。以上四人都参与了1812年卫国战争 ；
  - 一级（1813年8月19日， № 11，指颁发序号，历史上仅有25人获得该级殊荣) -“表彰1813年8月18日在库尔姆战役中击败法军”；
  - 二级（1812年10月21日，№ 44） - “表彰1812年8月26日在博罗季诺战役中的表现”；
  - 三级（1807年1月8日，№139） - “表彰12月14日在普尔图斯克与法军的战斗中，以其娴熟精湛的指挥艺术和谨慎的态度指挥先锋部队迎击敌军”；
  - 四级（1794年9月16日，№547） - “表彰在对抗波兰叛乱分子的行动中所展现的杰出勇气”；
- 勇气金剑及桂冠（俄罗斯帝国），附有铭文“纪念1814年1月20日”（拿破仑第一次退位）；
- 圣弗拉基米尔勋章（俄罗斯帝国），一级（1811年9月15日），二级（1807年3月7日），四级（1788年7月12日）；
- 圣亚历山大内夫斯基勋章（俄罗斯帝国，1809年9月9日）；增添钻石（1813年5月9日）；
- 圣安娜勋章，一级（俄罗斯帝国，1807年3月7日）；
- 纪念夺取奥查科夫的金质十字勋章（俄罗斯帝国，1788年12月7日）；
- 十字奖章“纪念埃劳的胜利”（俄罗斯帝国，1807年）；
- 红鹰勋章（普鲁士王国颁发，1807年）；
- 黑鹰勋章（普鲁士王国颁发，1813年）；
- 玛利亚·特蕾莎军功勋章，指挥官式样（奥地利帝国，1813年）；
- 宝剑勋章，一级（瑞典，1814年）；
- 荣誉军团勋章，大十字级（法国，1815年）；
- 巴斯勋章，骑士大十字级（英国，1815年）；
- 镶钻宝剑（英国，1816年）；
- 威廉军事勋章，一级（荷兰，1815年）；
- 圣亨利军事勋章，一级（萨克森，1815年）；
- 圣路易斯勋章，一级（法国，1816年）。

## 紀念
1880年Nesvizhskiy第四擲彈兵團（偉大的元帥、親王巴克萊·德托利，米哈伊爾·博格達諾維奇專屬）以親王的名字命名。

## 評價
巴克萊·德托利並不算是一位被遺忘的名將，在戰後他的榮譽得到了恢復，在這一點上遠比同是外國人但一直是伯爵、上將的本尼格森幸運得多，甚至據傳這兩人都曾遭庫圖佐夫打壓。在之後的日子里，庫圖佐夫作為拿破崙的實際擊敗者地位不斷升高，在蘇聯時期，为了营造民族意义上“俄国人的卫国战争”这一概念，对外籍将领功绩的忽略以及对库图佐夫的吹捧都達到了頂峰，以至于苏联学者几乎不关注1813年至1814年俄国在欧洲战场的重要地位。这一点事实上是列夫·托尔斯泰那个时代对外籍将领们偏见的延续，例如在小說《戰爭與和平》中，作者托爾斯泰也借主角鮑爾康斯基之口對巴克萊做出評價：“巴克萊·德托利是個好大臣，但不是個好將軍。”而事实上巴克莱·德·托利在战前同沙皇拟定的战争策略毫无疑问是正确的，在1812年的战争中他也坚定不移的执行了这一策略直到他被撤职，尽管他不是俄国人（民族意义上），但他在战争中所表现出的对沙皇、对军队的忠诚，以及道义上的无私、慷慨，承担责任的勇气，遭受屈辱时所表现出的气度，是大部分俄国将领都难以企及的。